# 카와시마 나오미
카와시마 나오미(일본어: 川島なお美, 1960년 11월 10일 ~ 2015년 9월 24일)는 일본의 배우, 가수, 탤런트다. 호적상의 이름은 '요로이즈카 나오미'이다. 혈액형은 AB형이고 두 자매중 장녀이다. 아이치현 모리야마시(현 나고야시 모리야마구) 출신이다. 2010년 6월부터 오오타 프로덕션에 소속되었다. 남편은 파티시에인 요로이즈카 토시히코이다. 2015년 간내담낭암으로 사망하였다.

## 생애
아이치 현립 나카무라 고등학교, 아오야마 가쿠인 대학 문학부 제 2 영미 문학과 졸업. 대학 제학중 연예계에 데뷔하여 여대생 탤런트의 시초가 된다. 학창시절 검도부에 소속되어 유단자가 되었다. 대학시절에 시험 컨닝을 한 적이 있다고 방송에서 밝혔다. 이때의 발언이 일부 물의를 빚었다.
분카 방송의 '세이!영'의 후속 프로그램으로 1981년 10월부터 시작한 '미스 DJ 리퀘스트 퍼레이드'의 초대 DJ로 발탁된다. 당시 대학에 재학 중 이어서 여대생 DJ로 불렸었다.
1982년, 주쿄 TV 방송의 개그 만화 도장의 3대째 여성 레귤러가 되어 탁월한 방송 능력으로 같은 연령대의 지명도와 인기를 얻었다. 1989년 8월 8일에 메이지자의 미토 고몬 촬영차 현장으로 가던 도중 버스가 벼랑에서 추락하는 사고를 당했다. 제 7목뼈가 골절되는 큰 부상을 입었지만 얼굴은 다치지 않았다고 한다. 하지만 부상으로 드라마에 복귀하지 못했다.
캠퍼스 퀸의 이미지가 오래가지 않아 프로그램이 줄어드는 등 슬럼프가 길었다. 그러나 드라마 실락원에서 주연으로 출연하여 파격적인 누드 연기를 선보인 것을 계기로 다양한 연령대에 지명도가 높아졌다. 이후 30대에 헤어 누드집 'WOMAN'을 발표하는 등 대표적인 섹스 심벌 여배우로 부각되었다. 이와같은 이미지 변신은 판사였던 아버지의 처지를 감안해 아버지의 정년 후 이뤄졌다.
이후 'おしゃれカンケイ'라는 프로그램에 게스트로 출연했을 때, 프로그램 스폰서의 방침으로 방청객은 늘 여성으로 이뤄졌지만, 카와시마가 출연한 회차에 한해 남자로 이뤄졌다.
2013년 8월 건강검진 중 종양이 발견되어 수술을 권했지만 거부하고, 차선책으로 항암제 치료도 권했지만 거부했다. 종양은 간내 담낭암으로 판명됐다. 목숨을 맡길 수 있다고 생각하는 의사와 여러번의 만남을 거쳐 이듬해 1월 말 수술을 받았다. 카와시마의 요청으로 모두 복강경 수술로 진행됐고 수술은 12시간이 걸렸다. 수술 후 생존율이 40~50% 로 추측되었다. 수술 후 보조화학요법은 거절하고, 비타민 C 섭취, 기공치료 등 민간요법을 병행하며 방송에 복귀했다. 자신의 블로그에 '완치됐다'고 발표했으나, 2014년 7월 재발 판정을 받았고, 남편에게만 남은 수명이 1년 미만이라는 소견이 전해졌다. 카와시마는 남은 수명에 관한 이야기는 듣지 못하고 항암제 치료를 거부하며 대체의학과 방송을 병행했다.
2015년 9월 17일, 뮤지컬 '빨래' 출연 중 컨디션 불량을 이유로 하차했다. 9월 20일, 11월부터 12월까지 출연이 예정되어 있던 뮤지컬 '크리스마스 캐롤'에도 하차가 정해졌다.
2015년 9월 23일에는 자택에서 요양 중 이라고 발표하며 11월 5일 개최될 솔로 라이브 복귀를 목표로 한다고 발표했다. 그러나 다음날인 24일 19시 55분 담낭암으로 사망하였다. 향년 54세였다.
2016년 6월 10일 도쿄의 현숭사에 남편에 의해 디자인 된 무덤에 납골되었다. 무덤에는 와인 '로마네 콩티'와 모자 등이 조각되어 있고, 아래에는 'YOROIZUKA'라는 문자와 닥스훈트의 그림이 새겨져 있다.

## 취미・특기
와인과 시가를 매우 좋아했으며, 애견가로 유명했다. 와인 붐이 일었을 때 여러 버라이어티 프로그램과 교양 프로그램에 활약했을 정도이다. 프랑스 4대 와인 산지에서 기사작위를 받은 유일한 아티스트이다.
와인을 끊고 나서는, 물에 흥미를 가져 2014년 3월부터 미네랄 워터 전문 스쿨 '아쿠아데미아'에 통학한다. 5월에는 일반 사단법인 아쿠아미네랄협회의 인정을 받아 아쿠아 어드바이저가 되었다.
기르는 개는 미니어처 닥스훈트 두 마리로 이름은 '시나몬' 과 '코코넛'이다. 기르는 개를 딸이라고 부르며 블로그에도 자주 사진을 올렸다. '시나몬'은 2015년 1월 9일에 사망했다. '코코넛'은 '시나몬'이 낳은 개이다.
좋아하는 프로야구 팀은 주니치 드래건스. 요리를 매우 잘해서 사랑의 에이프런이라는 요리 프로그램에 출연할 때마다 높은 평가를 받았다.

## 가족・친족
- 2007년 10월, 파티시에 요로즈카 토시히코와 약혼한 것을 발표했다. 2009년 2월 1일에 결혼했다. 결혼 후에는 잉꼬부부로 함께 텔레비젼 출연을 하는 일이 많았다.

- 친아버지는 기후현 미노시 출신의 전 간이재판소 판사로, 14살 연상의 이복언니가 있었지만 생후 곧바로 이별하여 26년 뒤인 2006년에 재회했다.

- 본치 오사무와 친척관계였다. 친척이 이혼하여 친척관계가 소멸됐다.

## 수상경력

### 1997년
- 제 14회 더 텔레비전 드라마 아카데미상 베스트 드레서 상 (실락원)

### 1998년
- 제 35회 골든 애로상 방송 상

### 2008년
- 헤어 컬러링 어워드 2008 그랑프리 (호유 주최)

### 2014년
- 네일 퀸 2014 협회 특별상

## 작품 목록

### TV 드라마
- 지금은 방과후 2 (1980)
- 젊은이의 모든 것 (1994)
- 하나무라 다이스케 (2000)
- 상처투성이의 러브송 (2001)
- AT HOME DAD (2004)
- 분기점의 그녀 (2005)
- 7인의 여변호사 (2006)
- 네 자매 탐정단 (2008)
- 에고이스트 (2009)

### 영화
| 년도 | 제목                                                          | 역할            | 감독              | 비고 | 참조. |
| ---- | ------------------------------------------------------------- | --------------- | ----------------- | ---- | ----- |
| 1985 | 여극행진곡 旅芝居行進曲                                       | 카와구치 요코   | 다카하시 마사루   |      |       |
| 1994 | 야쿠자 언니 레이코 極道の姐・玲子                             | 토미오카 레이코 | 코미즈 카즈오     |      |       |
| 1994 | 신 야쿠자의 아내들: 반한다면 지옥 新極道の妻たち 惚れたら地獄 | 곤도 카나요     | 후루하타 야스오   |      |       |
| 1995 | 장 鍵                                                         |                 | 미야오 토미코     |      |       |
| 1996 | 야쿠자의 아내들 : 위험한 도박 極道の妻たち 危険な賭け         | 마츠시마 히토미 | 나카지마 사다오   |      |       |
| 1997 | 더 키 鍵                                                      | 안자이 이쿠코   | 타니자키 준이치로 |      |       |
| 1997 | 도쿄 돌 トウキョウ・ドール                                    |                 | 필 스카르파치     |      |       |
| 2000 | 메트레스 연인 メトレス・愛人                                  | 카타기리 슈코   | 카시마 츠토무     |      |       |
| 2000 | 고요한 돈 더 무비 静かなるドン THE MOVIE                      |                 | 닛타 타츠오       |      |       |
| 2002 | 목하의 연인 目下の恋人                                        |                 | 츠지 히토나리     |      |       |
| 2004 | 고스트 샤우트 ゴーストシャウト                                | 모토키의 어머니 | 츠카모토 렌페이   |      |       |
| 2010 | 사요나라 이츠카 サヨナライツカ                                | 야마다 부인     | 이재한            |      |       |
| 2013 | 열매 チャイ・コイ                                             | 미즈시마 마이코 | 이토 히데히로     |      |       |

## 음악

### 싱글
- 2nd 싱글부터 8th 싱글은 MEG-CD로 복각되었다.

| #                | 발매일          | A/B면     | 제목                             | 작사                        | 작곡              | 편곡              | 규격번호  |
| 포니 캐년        | 포니 캐년       | 포니 캐년 | 포니 캐년                        | 포니 캐년                   | 포니 캐년         | 포니 캐년         | 포니 캐년 |
| ---------------- | --------------- | --------- | -------------------------------- | --------------------------- | ----------------- | ----------------- | --------- |
| 1                | 1979년 4월21일  | A면       | 샴페인No.5                       | 키타무리 히데아키 후지 요코 | 유키 코헤이       | 마카이노 슌이치   | C-134     |
| 1                | 1979년 4월21일  | B면       | あなたの胸はドリーム・ランド     | 나카사토 츠즈리             | 마카이노 슌이치   | 마카이노 슌이치   | C-134     |
| EMI 뮤직 재팬    |                 |           |                                  |                             |                   |                   |           |
| 2                | 1981년 5월5일   | A면       | ハネムーン                       | 마사키 요시아키             | 이노우에 요시히사 | 이노우에 아키라   | ETP-17155 |
| 2                | 1981년 5월5일   | B면       | こんなに幸せでいいのかしら       | 마사키 요시아키             | 이노우에 요시히사 | 쿠니 카와치       | ETP-17155 |
| 3                | 1982년 3월21일  | A면       | 愛しのマンドリーノ               | 카와시마 나오미             | V.Panzuti         | 아오야마 토오루   | TP-17303  |
| 3                | 1982년 3월21일  | B면       | LOVE IS MYSTERY                  | 아리카와 마사코             | 이노우에 아키라   | 이노우에 아키라   | TP-17303  |
| 4                | 1982년 8월21일  | A면       | ラヴ・ミー・タイト               | 시마 에리나                 | 다나카 마미       | 고토 츠구토시     | TP-17371  |
| 4                | 1982년 8월21일  | B면       | DO YOU WANNA LAST DANCE WITH ME? | 시마 에리나                 | 다나카 마미       | 고토 츠구토시     | TP-17371  |
| 5                | 1983년 1월21일  | A면       | Ash Wednesday                    | 다구치 슌                   | 스기 마리         | 스기 마리         | T10-1053  |
| 5                | 1983년 1월21일  | B면       | 右半分のドジな恋（ナレーション） | -                           | -                 | -                 | T10-1053  |
| 6                | 1983년 7월1일   | A면       | GEMINI                           | 나카하라 메이코             | 나카하라 메이코   | 신카와 히로시     | TP-17493  |
| 6                | 1983년 7월1일   | B면       | Summer Vacation                  | 안도 요시히코               | 무라타 카즈토     | 신카와 히로시     | TP-17493  |
| 7                | 1984년 2월1일   | A면       | 涙・コパカバーナ                 | 우리노 마사오               | 오노 가쓰오       | 이노우에 아키라   | TP-17581  |
| 7                | 1984년 2월1일   | B면       | スリル・ミー                     | 우리노 마사오               | 오노 가쓰오       | 이노우에 아키라   | TP-17581  |
| 8                | 1984년 8월18월  | A면       | 想い出のビッグ・ウェンズデイ     | 우리노 마사오               | 스기 마리         | 시이나 카즈오     | TP-17644  |
| 8                | 1984년 8월18월  | B면       | グッバイ・シーズン               | 사토 앨리스                 | 니시키 에이지     | 사기스 시로       | TP-17644  |
| 9                | 1986년 3월31일  | A면       | BE BOP CRAZY                     | NAO美                       | NOBODY            | 신카와 히로시     | TP-17840  |
| 9                | 1986년 3월31일  | B면       | 二十五歳（ヴァンサンカン）       | NAO美                       | 히라이 나츠미     | 오가사와라 히로시 | TP-17840  |
| 킹 레코드        |                 |           |                                  |                             |                   |                   |           |
| 10               | 1997년 10월22일 | 01        | 涙の海                           | 마츠모토 레이지             | 유키 코헤이       | 이마이즈미 토시로 | KIDX-349  |
| 10               | 1997년 10월22일 | 02        | 愛の嵐                           | 마츠모토 레이지             | 유키 코헤이       | 이마이즈미 토시로 | KIDX-349  |
| 11               | 1998년 5월8일   | 01        | 薔薇の花みだら                   | 아키 요코                   | 유키 코헤이       | 이마이즈미 토시로 | KIDS-383  |
| 11               | 1998년 5월8일   | 02        | 炎の微笑                         | 아키 요코                   | 유키 코헤이       | 이마이즈미 토시로 | KIDS-383  |
| 소니 뮤직 레코드 |                 |           |                                  |                             |                   |                   |           |
| 12               | 2009년 6월24일  | 01        | Actrice                          | 요로이즈카 코코너츠         | 후지카미 케이야   | 사이토 유야       | SRCL-7075 |
| 12               | 2009년 6월24일  | 02        | 偶然の後で                       | 아키모토 야스시             | 시게나가 료스케   | 오오타케 쿄코     | SRCL-7075 |

### 앨범

#### 정규 앨범
|                            | 발매일                     | 제목                       | 규격                       | 규격번호                   | 발매원                     |                            |
| 토시바 EMI / 토시바 레코드 | 토시바 EMI / 토시바 레코드 | 토시바 EMI / 토시바 레코드 | 토시바 EMI / 토시바 레코드 | 토시바 EMI / 토시바 레코드 | 토시바 EMI / 토시바 레코드 | 토시바 EMI / 토시바 레코드 |
| -------------------------- | -------------------------- | -------------------------- | -------------------------- | -------------------------- | -------------------------- | -------------------------- |
| 1st                        | 1982년6월1일               | HELLO!                     | LP                         | TP-90166                   | 토시바 EMI / 토시바 레코드 |                            |
| 1st                        | 1982년6월1일               | HELLO!                     | CT                         | ZH28-1176                  | 토시바 EMI / 토시바 레코드 |                            |
| 1st                        | 2003년11월27일             | HELLO!                     | CD                         | TOCT-25238                 | 토시바 EMI / 토시바 레코드 |                            |
| 2nd                        | 1982년12월1일              | SO LONG                    | LP                         | TP-90205                   | 토시바 EMI / 토시바 레코드 |                            |
| 2nd                        | 2015년12월23일             | SO LONG                    | SHM-CD                     | UPCY-9448                  | 유니버설 뮤직              |                            |
| 3rd                        | 1983년7월21일              | シャワーのあとで           | LP                         | TP-90233                   | 토시바 EMI / 토시바 레코드 |                            |
| 3rd                        | 1983년7월21일              | シャワーのあとで           | CT                         | ZH28-1327                  | 토시바 EMI / 토시바 레코드 |                            |
| 3rd                        | 1983년11월21일             | シャワーのあとで           | CD                         | CA35-1037                  | 토시바 EMI / 토시바 레코드 |                            |
| 3rd                        | 2008년8월27일              | シャワーのあとで           | CD                         | TOCT-26630                 | EMI 뮤직 재팬 / EXPRESS    |                            |
| 4th                        | 1984년3월1일               | 未・来・人                 | LP                         | TP-90275                   | 토시바 EMI / 토시바 레코드 |                            |
| 4th                        | 1984년3월1일               | 未・来・人                 | CT                         | ZH28-1402                  | 토시바 EMI / 토시바 레코드 |                            |
| 4th                        | 1984년4월21일              | 未・来・人                 | CD                         | CA35-1071                  | 토시바 EMI / 토시바 레코드 |                            |
| 5th                        | 1984년9월29일              | 銀幕のヒロイン             | LP                         | TP-90299                   | 토시바 EMI / 토시바 레코드 |                            |
| 5th                        | 1984년9월29일              | 銀幕のヒロイン             | CT                         | ZH28-1452                  | 토시바 EMI / 토시바 레코드 |                            |
| 5th                        | 1984년10월20일             | 銀幕のヒロイン             | CD                         | CA35-1089                  | 토시바 EMI / 토시바 레코드 |                            |
| 6th                        | 1985년3월30일              | SCOOOP!                    | LP                         | TP-90325                   | 토시바 EMI / 토시바 레코드 |                            |
| 6th                        | 1985년3월30일              | SCOOOP!                    | CD                         | CA32-1110                  | 토시바 EMI / 토시바 레코드 |                            |
| 7th                        | 1986년4월23일              | TOKIO APPLAUSE             | LP                         | TP-90396                   | 토시바 EMI / 토시바 레코드 |                            |
| 7th                        | 1986년4월23일              | TOKIO APPLAUSE             | CT                         | ZH28-1662                  | 토시바 EMI / 토시바 레코드 |                            |
| 7th                        | 1986년4월23일              | TOKIO APPLAUSE             | CD                         | CA32-1246                  | 토시바 EMI / 토시바 레코드 |                            |

#### 베스트 앨범
|                            | 발매일                     | 제목                                                    | 규격                       | 규격번호                   | 발매원                     |
| 토시바 EMI / 토시바 레코드 | 토시바 EMI / 토시바 레코드 | 토시바 EMI / 토시바 레코드                              | 토시바 EMI / 토시바 레코드 | 토시바 EMI / 토시바 레코드 | 토시바 EMI / 토시바 레코드 |
| -------------------------- | -------------------------- | ------------------------------------------------------- | -------------------------- | -------------------------- | -------------------------- |
| 1st                        | 1983년11월1일              | NAOMI COLLECTION                                        | LP                         | TP-90253                   | 토시바 EMI / 토시바 레코드 |
| 1st                        | 1983년11월1일              | NAOMI COLLECTION                                        | CT                         | ZH28-1371                  | 토시바 EMI / 토시바 레코드 |
| 1st                        | 1984년2월21일              | NAOMI COLLECTION                                        | CD                         | CA35-1061                  | 토시바 EMI / 토시바 레코드 |
| 2nd                        | 1986년12월20일             | CD ベストナウ                                           | CD                         | CA32-1352                  | 토시바 EMI / 토시바 레코드 |
| 3rd                        | 1989년8월                  | カセット ベストナウ                                     | CT                         | ZH28-3022                  | 토시바 EMI / 토시바 레코드 |
| 토시바 EMI / EASTWORLD     |                            |                                                         |                            |                            |                            |
| 4th                        | 1993년12월22일             | 川島なお美 ベスト・アルバム W                           | CD                         | TOCT-8263                  | 토시바 EMI / EASTWORLD     |
| 4th                        | 1998년6월10일              | 川島なお美 ベスト・アルバム W                           | CD                         | TOCT-10320                 | 토시바 EMI / EASTWORLD     |
| 4th                        | 2015년12월23일             | 川島なお美 ベスト・アルバム “W”メモリアル・エディション | SHM-CD+DVD                 | UPCY-9449                  | 유니버설 뮤직 / EASTWORLD  |
| 5th                        | 2003년6월25일              | GOLDEN☆BEST 川島なお美                                  | CD                         | TOCT-10913                 | 토시바 EMI / EASTWORLD     |
| 5th                        | 2013년11월27일             | GOLDEN☆BEST 川島なお美                                  | CD                         | TYCN-60176                 | 유니버설 뮤직 / EASTWORLD  |
| 6th                        | 2005년8월24일              | NEW BEST 1500                                           | CD                         | TOCT-11031                 | 토시바 EMI / EASTWORLD     |

### CM송 목록
| 곡명                         | 광고                                | 수록앨범                             |
| ---------------------------- | ----------------------------------- | ------------------------------------ |
| GEMINI                       | 오사카 가스 CM송                    | 싱글「GEMINI」                       |
| 想い出のビッグ・ウェンズデイ | 로레알「FREE STYLE」CM송            | 싱글「想い出のビッグ・ウェンズデイ」 |
| 薔薇の花みだら               | 일본 TV 드라마 「くれなゐ」 엔딩 곡 | 싱글「薔薇の花みだら」               |